# Тітій
Тіті́й (грец. Τιτυός, Tityόs; лат. Tityus)  — у грецькій міфології гігант (велетень), покараний богами за зґвалтування. Син смертної царівни Елари від Зевса-Громовержця, яку той сховав під землею, остерігаючись гніву своєї дружини Гери. Після загибелі матері під час пологів виховувався Геєю, богинею Землі. За іншою версією — син самої Геї. Мешкав на острові Евбея. Намагався зґвалтувати Лето, батькову коханку, за що Зевс уразив його блискавкою і скинув у Тартар; за іншою версією міфу, Аполлон і Артеміда убили його стрілами. В «Одіссеї» розповідається, що в підземному царстві Тітій лежав простягнутий на землі (він займав своїм тілом дев'ять десятин). У покарання два грифи (в деяких перекладах шуліки) щоденно роздирали його печінку, яка відростала за ніч. Батько Європи, коханки бога моря Посейдона, яка народила від нього Єфема, одного із аргонавтів.

## Міф

### Походження
Тітій — істота хтонічного походження. Як зазначають Аполлоній Родоський і Псевдо-Аполлодор, що спираються на беотійські перекази, гігант був сином бога Зевса від коханки-царівни Елари, доньки царя Мінія або його сина Орхомена, родоначальника племені мініїв. Боячись гніву ревнивої дружини-богині Гери, Зевс сховав вагітну коханку під землю, де вона народила Тітія. Проте царівна сконала під час пологів, оскільки новонароджений був велетенських розмірів. Хлопчика доношувала і вирощувала богиня землі Гея.
Згідно з іншою, архаїчною версією, яка представлена в «Одіссеї» Гомера, богиня Гея і була власне матір'ю Тітія. У тому ж творі зазначено, що сам гігант мешкав на острові Евбея, де його відвідував на кораблі феаків критський цар Радамант.

### Злочин і покарання
У працях Аполлонія і Псевдо-Аполлодора вказано, що Гера, бажаючи помститися Зевсу за подружню зраду, навіяла його сину Тітію жагу до богині Лето, коханку самого Громовержця. Одного разу, коли Лето йшла до Дельфів через луки Панопеї, хтивий гігант накинувся на неї і намагався зґвалтувати. Та покликала на допомогу своїх дітей — бога світла Аполлона і богиню мисливства Артеміду. Вони врятували матір, застреливши Тітія з лука. У «Піфійських одах» Піндара це зробила лише одна Артеміда.
В іншому варіанті міфу, Зевс особисто вразив сина-гіганта блискавкою за збезчещення Лето і скинув його до аїду. Там, у світі мертвих, скутого Тітія щоденно мучили два падальщики-грифи, які рвали йому печінку і нутрощі.

### Могила
За переказом велетенська могила Тітія розташовувалася поблизу Панопея.

## Одіссея
Фрагмент із 7 пісні «Одіссеї», де Тітій названий сином Геї та мешканцем острова Евбея.
| Оригінал |  | Переклад |
| --- |  | --- |
| 321] εἴ περ καὶ μάλα πολλὸν ἑκαστέρω ἔστ' Εὐβοίης· 322] τὴν γὰρ τηλοτάτω φάσ' ἔμμεναι οἵ μιν ἴδοντο 323] λαῶν ἡμετέρων, ὅτε τε ξανθὸν Ῥαδάμανθυν 324] ἦγον ἐποψόμενον Τιτυόν, Γαιήϊον υἱόν. |  | 321] Навіть коли б це й далі було ще за острів Евбею; 322] Він же край світу лежить, як розказують це очевидці 323] З наших людей, що возили русявого раз Радаманта 324] В краї тім Тітія, Геї могутнього сина, провідать. |

Фрагмент із 11 пісні «Одіссеї», де Одіссей бачить Тітія та його муки. В українському перекладі грец. γῦπε (грифи, падальники) перекладено як «шуліки».
| Оригінал |  | Переклад |
| --- |  | --- |
| 576] καὶ Τιτυὸν εἶδον, Γαίης ἐρικυδέος υἱόν, 577] κείμενον ἐν δαπέδῳ. ὁ δ' ἐπ' ἐννέα κεῖτο πέλεθρα, 578] γῦπε δέ μιν ἑκάτερθε παρημένω ἧπαρ ἔκειρον, 579] δέρτρον ἔσω δύνοντες· ὁ δ' οὐκ ἀπαμύνετο χερσί. 580] Λητὼ γὰρ ἕλκησε, Διὸς κυδρὴν παράκοιτιν, 581] Πυθώδ' ἐρχομένην διὰ καλλιχόρου Πανοπῆος. |  | 576] Бачив я там іще Тітія, сина преславної Геї, — 577] Він на землі там лежав, аж дев'ять зайнявши пелетрів; 578] Двоє шулік шматували з обох йому боків печінку, 579] Нутрощі рвали йому, і не міг він руками відбитись. 580] Зевса дружину він славну збезчестив Лето, що у Дельфи 581] Йшла крізь луги панопейські - чудові місця хороводів. |

## У мистецтві
У давньогрецькому вазописі Тітія зображували в момент злочину — коли він намагався зґвалтувати Лето, але був застрелений її сином Аполлоном. 
У живописі доби відродження і бароко переважає тема мук Тітія — хижий птах (гриф, орел або шуліка) вириває з його тіла печінку або нутрощі.

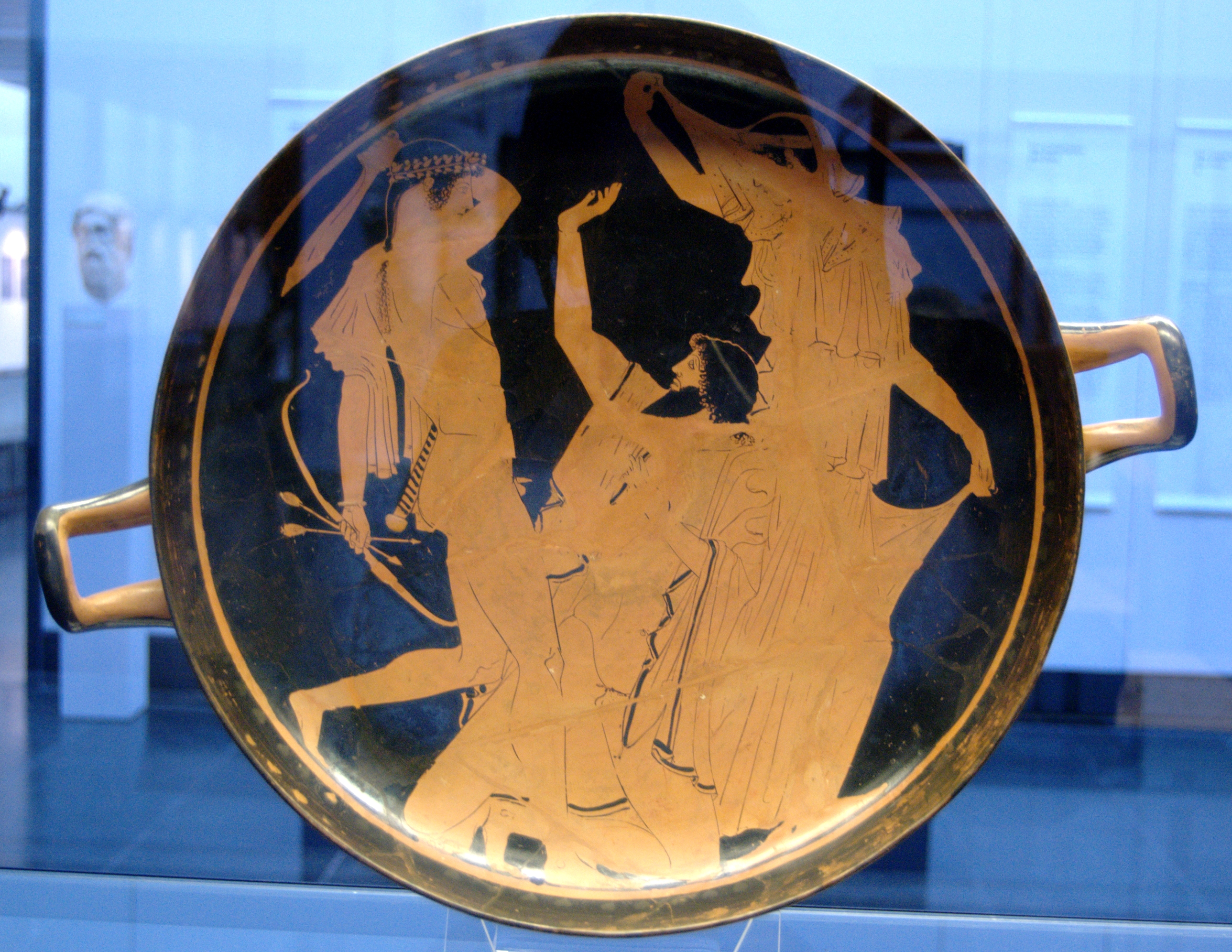
Аполон і Тітій 460–450 до н. е.
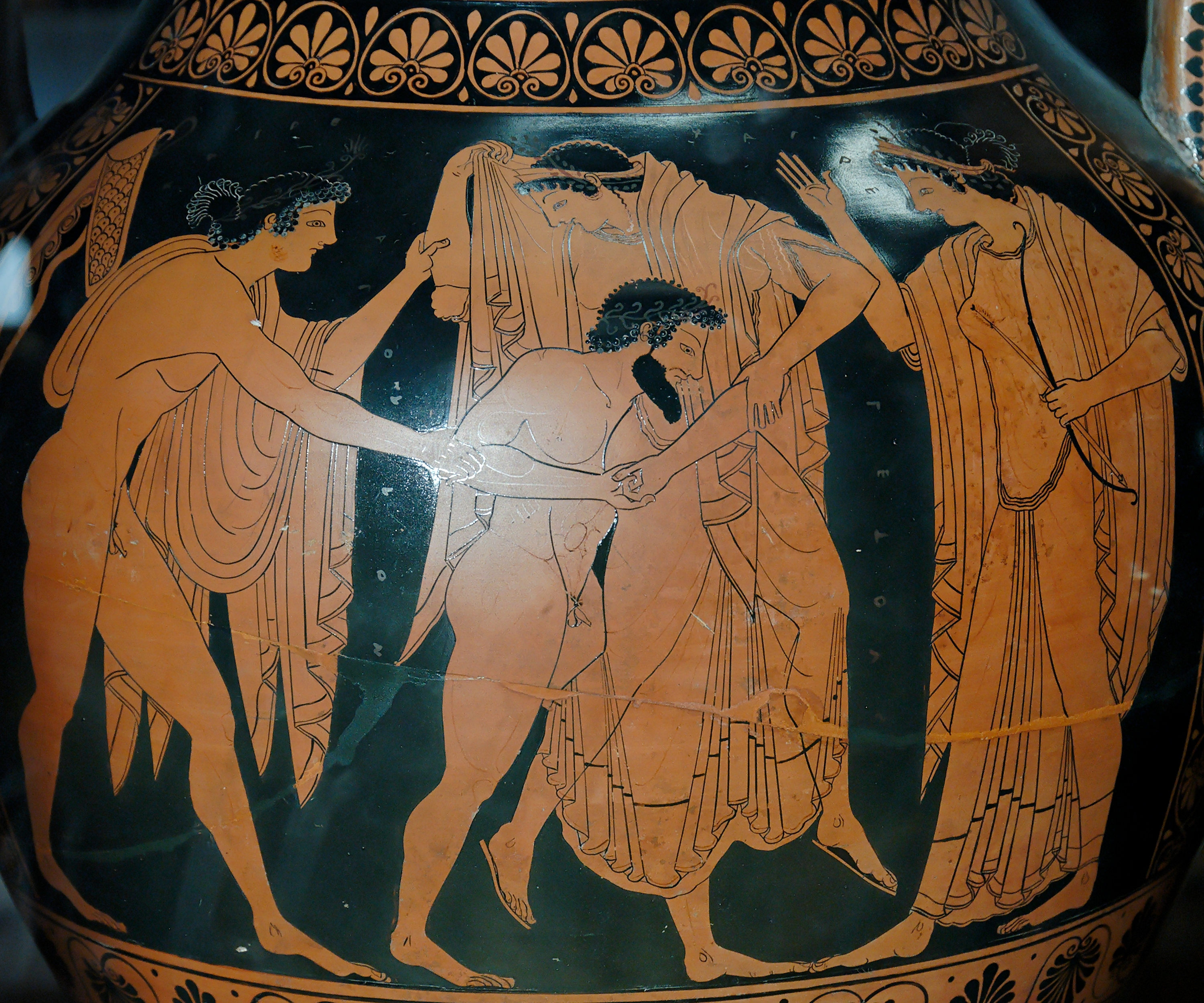
Аполлон, Артеміда і Тітій 450-440 до н. е., Полігнот
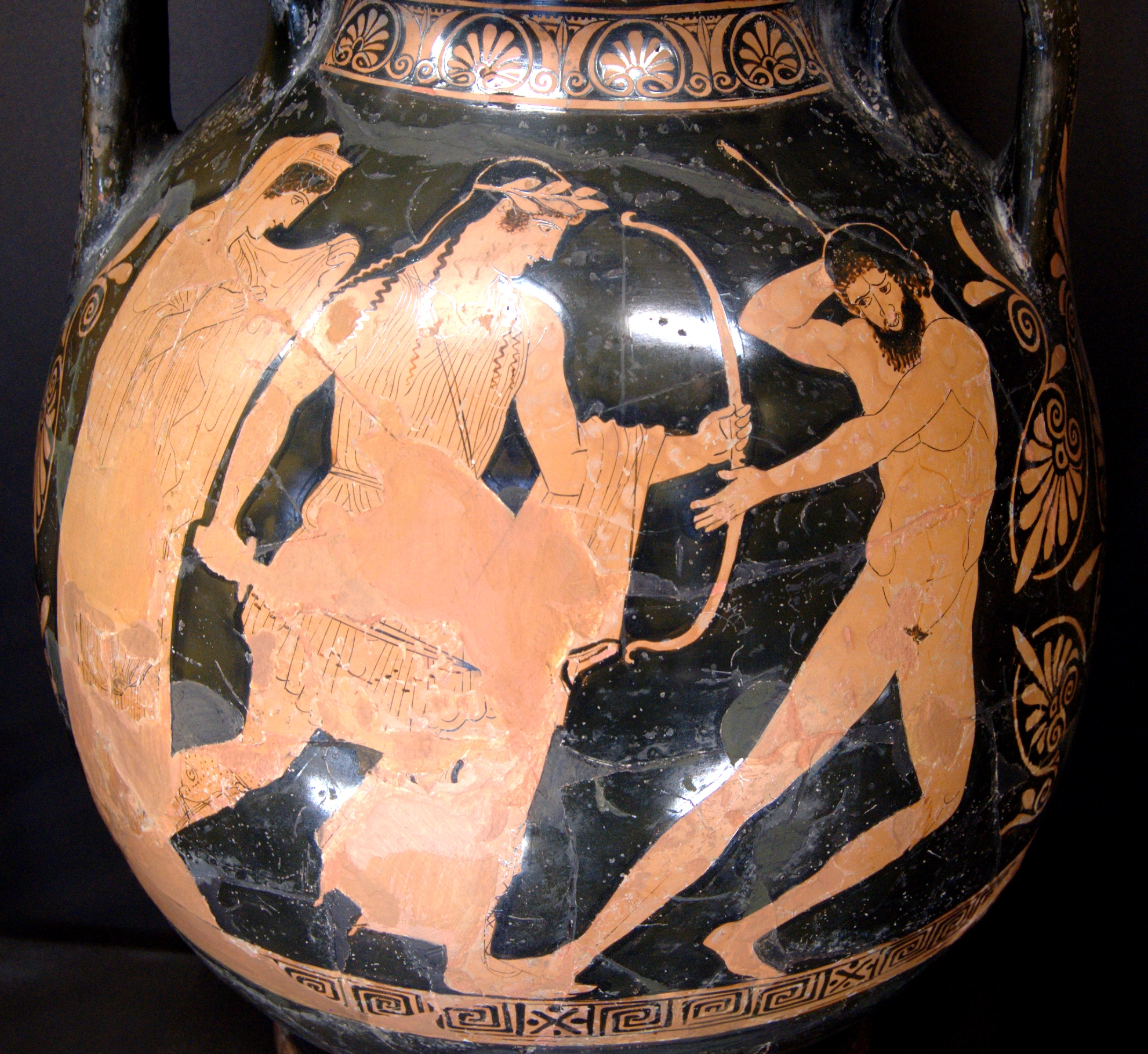
Аполлон і Тітій 450-440 до н. е.
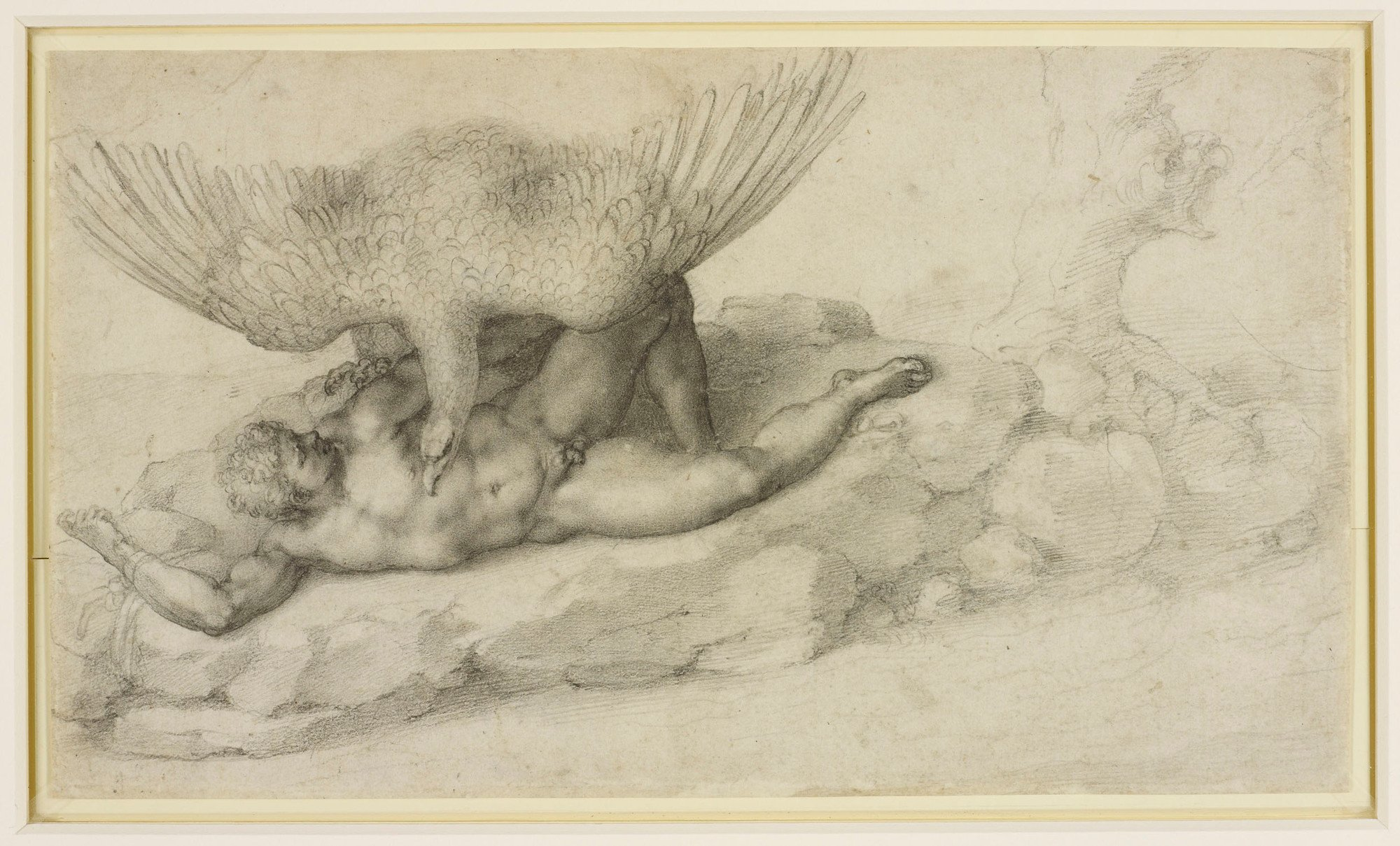
Тітій 1533, Мікеланджело
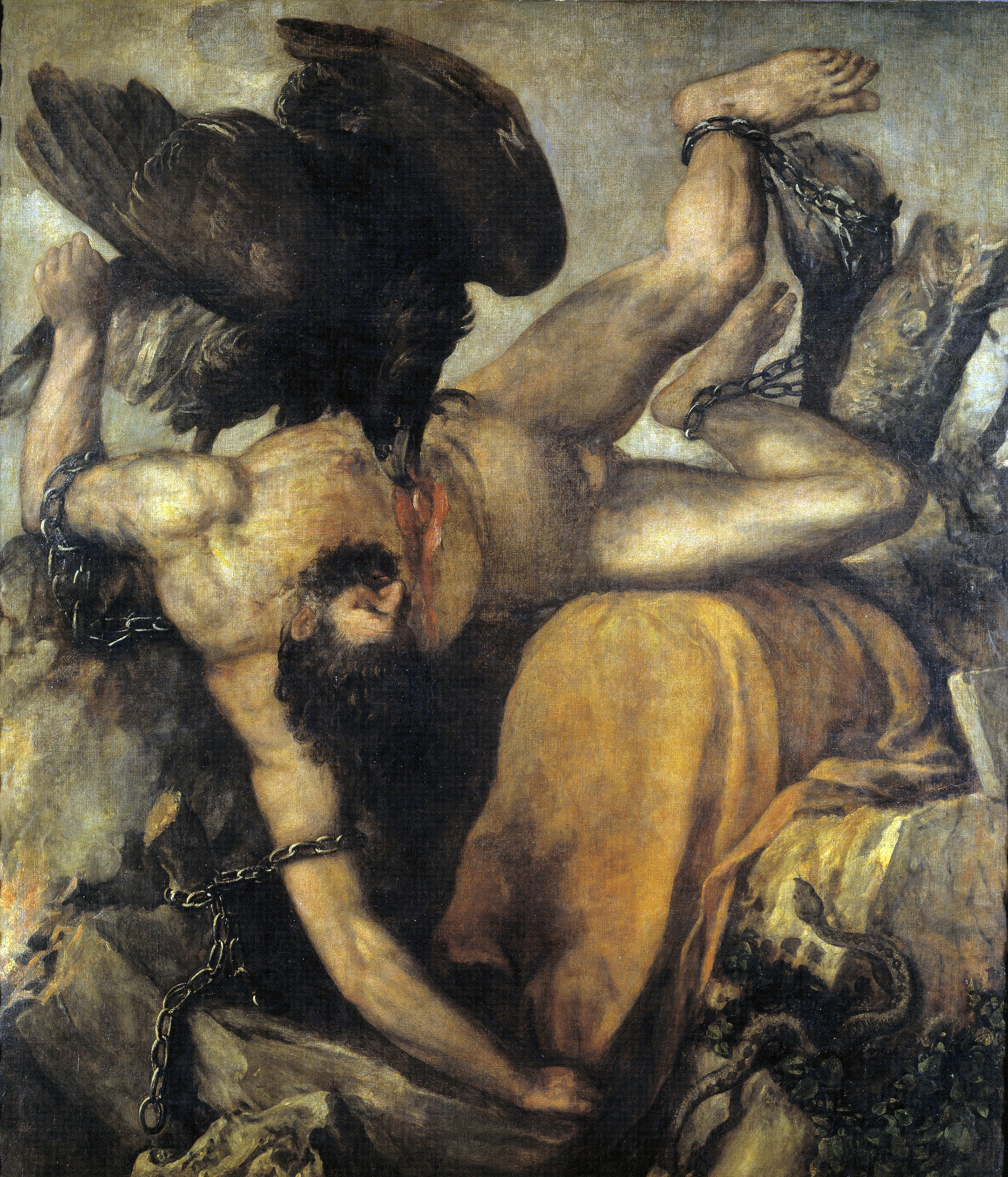
Покарання Тітія 1565, Тіціан
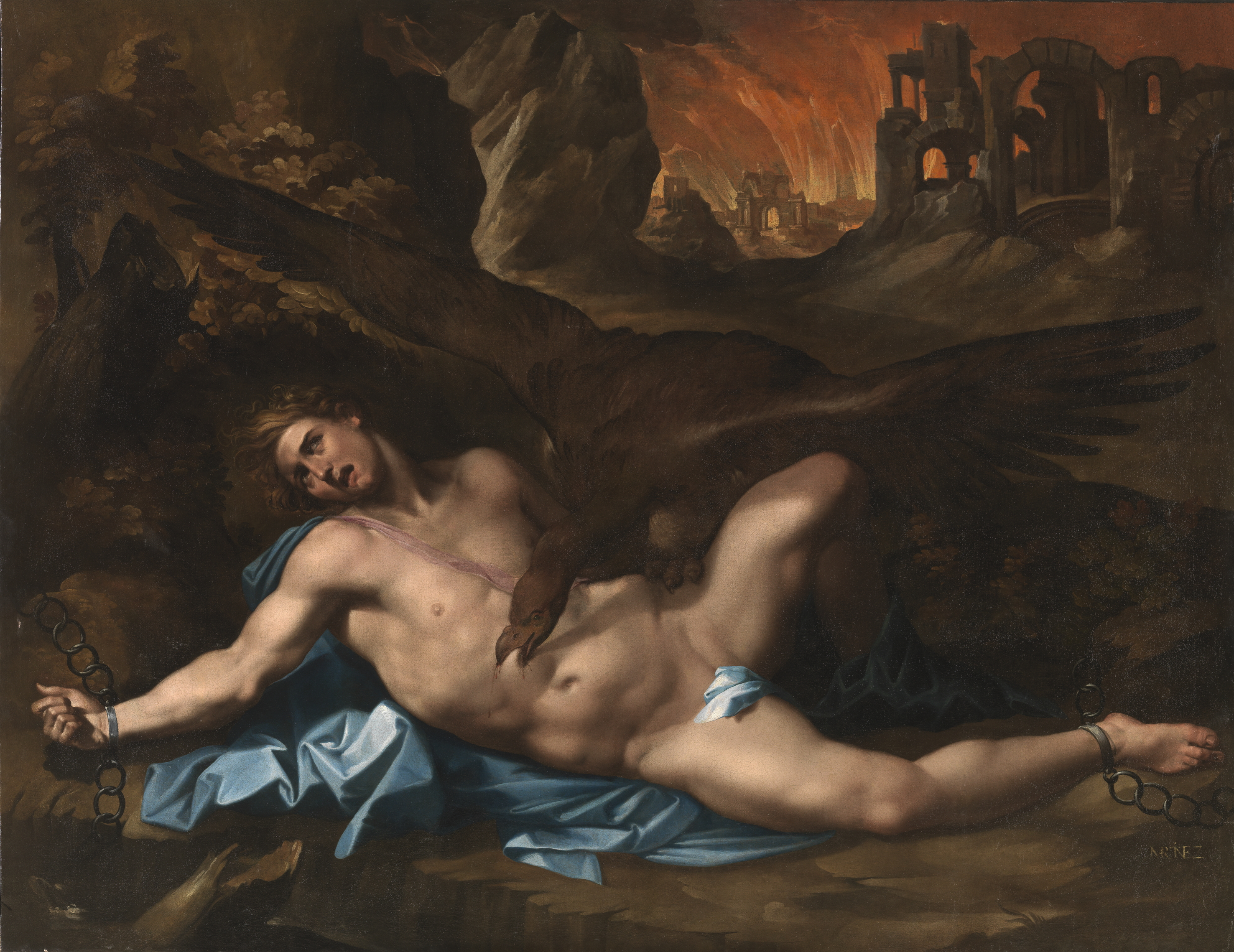
Тітій 1596, Мартінес
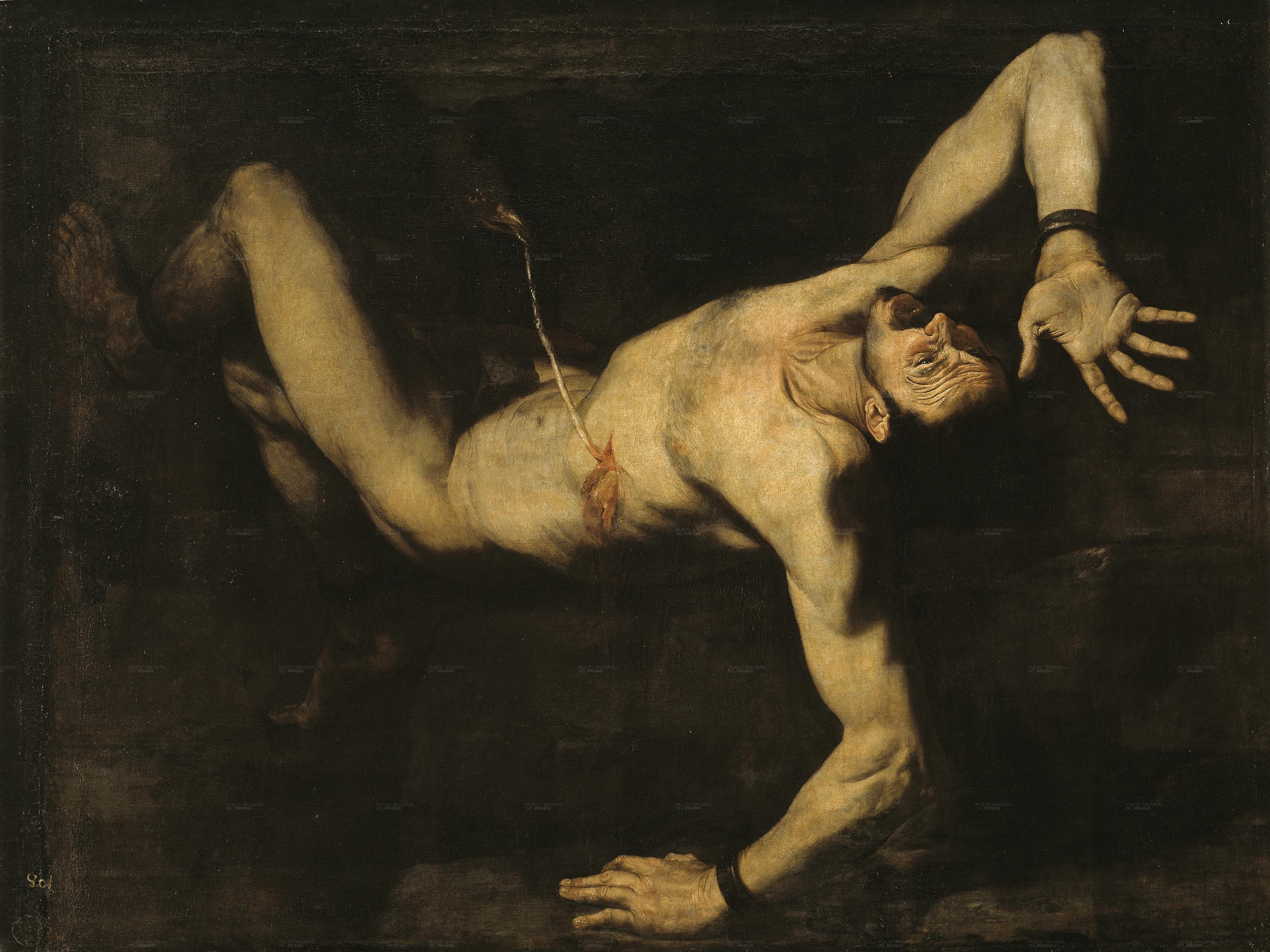
Тітій 1632, де Рібера
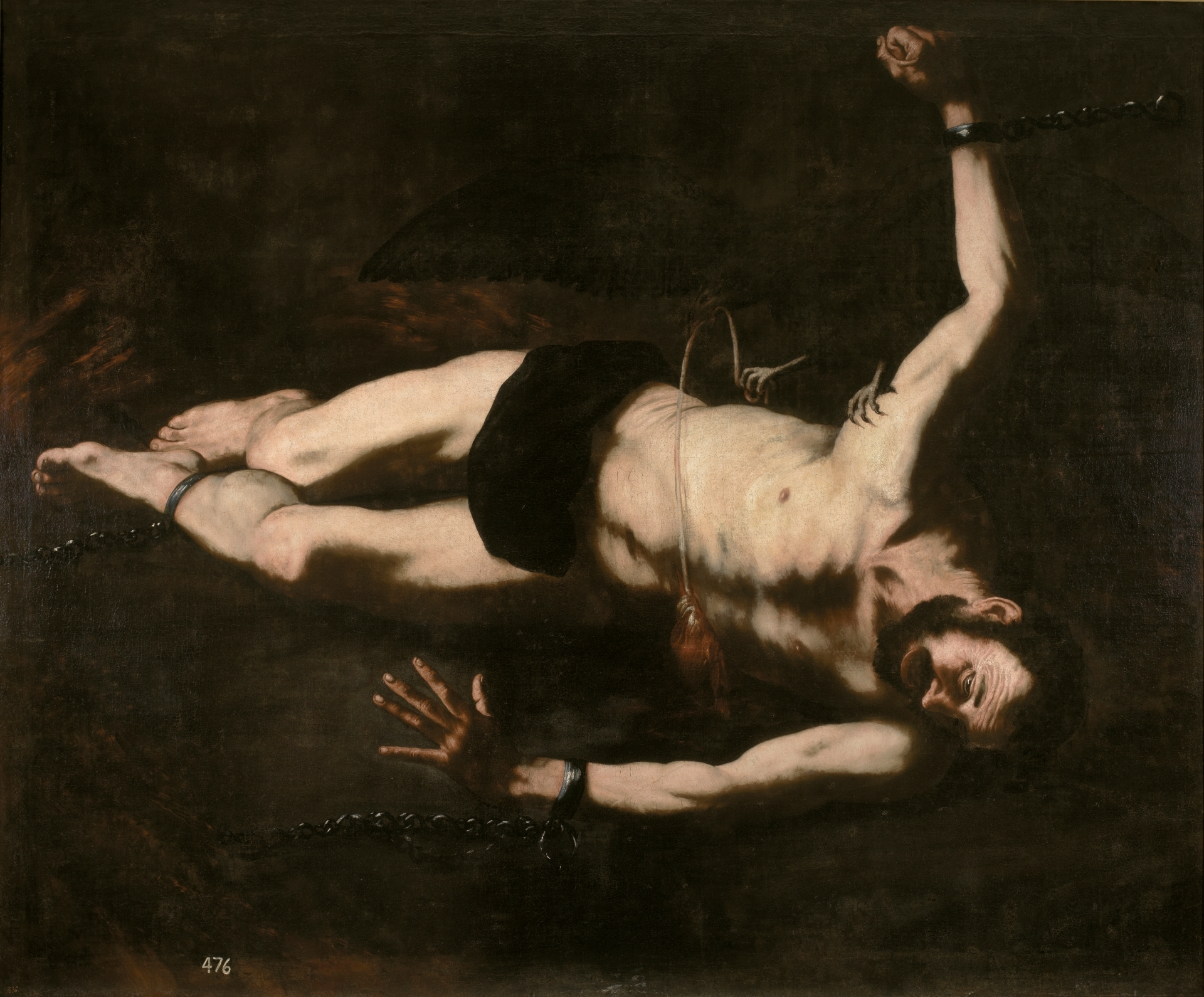
Тітій 1652, де Рібера
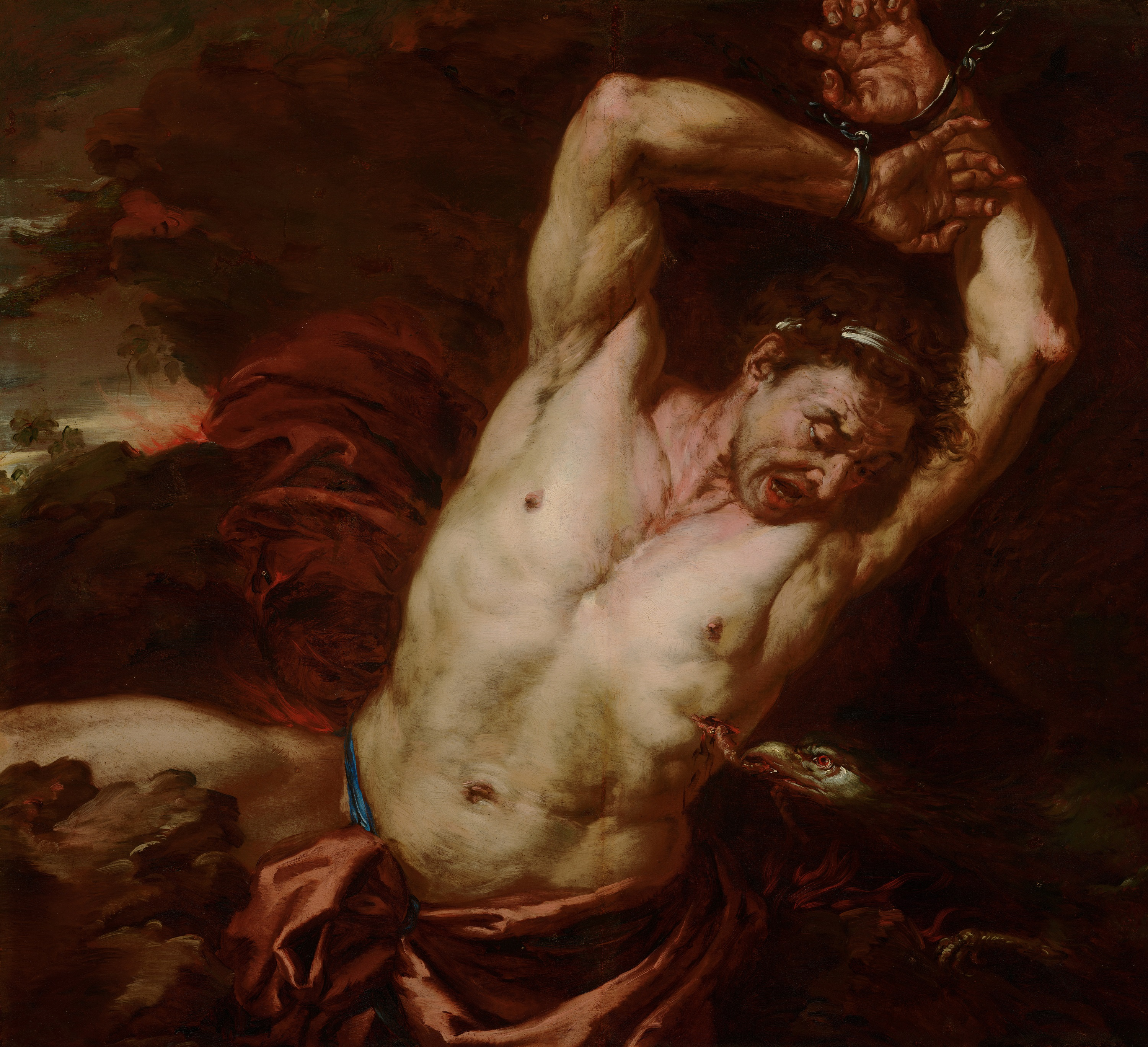
Тітій 1665, Ланджетті

## Словники
- Тітій // Словник античної міфології. Київ: Наукова думка, 1985.
- Любкер Ф. Tityus // Реальный словарь классических древностей по Любкеру. Санкт-Петербург: Общество классической филологии и педагогики, 1885.  С. 873.
- Титий // Энциклопедический словарь Брокгауза и Ефрона. Санкт-Петербург, 1901, Т. 33, С. 255.
- Тахо-Годи, А. А. Титий // Мифы народов мира (2-е изд.). Москва: Советская энциклопедия, 1988, Т. 2, С. 514.
- Vollkommer, Rainer. Tityos // Lexicon Iconographicum Mythologiae Classicae (LIMC). Band VIII, Zürich/München 1997, S. 37–41.
- Waser, Otto. Tityos // Ausführliches Lexikon der griechischen und römischen Mythologie. Band 5, Leipzig, 1924, Sp. 1033–1055 .